# イシヅチテンナンショウ
イシヅチテンナンショウ（石鎚天南星、学名:Arisaema ishizuchiense）は、サトイモ科テンナンショウ属の多年草。
四国のブナ帯林上部にまれにみられる。偽茎部は短く、花序柄と葉柄部はふつう同じ長さ、ふつう葉は1個をつける。仏炎苞はやや大型で紫褐色、葉より先に展開する。小型の株は雄花序をつけ、同一のものが大型になると雌花序または両性花序をつける雌雄偽異株で、雄株から雌株に完全に性転換する。

## 特徴
地下の球茎は扁球形になり、腋芽が単生し、しばしば子球に発達する。植物体の高さは15-25cmになる。偽茎部はやや短く、葉柄部は葉身の展開後は偽茎部より長くなる。葉はふつう1個、大型個体でまれに2個あり、葉身は鳥足状に分裂して展開し、小葉間の葉軸はほとんど発達しない。小葉は5個、まれに7個になり、狭楕円形から披針形で、先端は急にとがり、ふつう縁は不ぞろいの波状鋸歯になるが、ややまれに全縁となる。
花期は5月。葉と花序が地上に伸びて、花序が先に展開した後に葉が展開する。花序柄は長さ7-17cmあり、葉柄とほぼ同じ長さか花序柄が長い。仏炎苞はやや大型で、高さ5-8cm、紫褐色または緑紫色で筒部に白色の縦の条線がある。仏炎苞筒部は円筒形で上側に向かって開き、仏炎苞口辺部がやや開出する。仏炎苞舷部は卵形から広卵状三角形で、先が鋭くとがる。花序付属体は基部に柄があり、棍棒状で長さ6.5-11cm、径6-10mmになり、先端は少しふくらみ、ときにやや凹凸がある。1つの子房に8-12個の胚珠がある。果実は秋に赤く熟す。染色体数は2n=28。

## 分布と生育環境
日本固有種。四国の石鎚山系、剣山系のブナ帯にまれに産し、ササの多い斜面などに生育する。

## 名前の由来
和名イシヅチテンナンショウおよび種小名（種形容語）ishizuchiense は、植物学者の村田源 (1956) による命名。「石鎚天南星」の意で、産地である四国の石鎚山にちなんでつけられた。村田 (1956) は、石鎚山と筒上山の間の、ブナ、カエデ類の林のなかで本種を発見した。

## 種の保全状況評価
絶滅危惧IA類 (CR)（環境省レッドリスト）
都道府県のレッドデータ、レッドリストの選定状況は次の通りとなっている。徳島県-絶滅危惧IA類(CR)、愛媛県-絶滅危惧IB類(EN)、高知県-絶滅危惧IA類(CR)。
2018年2月に、絶滅のおそれのある野生動植物の種の保存に関する法律（平成4年法律第75号）による国内希少野生動植物種に指定された。環境大臣の許可を受けて学術研究等の目的で採取等をしようとする場合以外は、採取、損傷等は禁止されている。併せて、商業的に個体の繁殖をさせることができる特定第一種国内希少野生動植物種に指定された。

## 分類
本種は、ユモトマムシグサ A. nikoense の亜種であるカミコウチテンナンショウとハリノキテンナンショウに似る。現在は、この両亜種は、ユモトマムシグサの種内分類群とされているが、新変種記載の際には、形態的に似ることから、本種の種内分類群とされていた経過にある。カミコウチテンナンショウは、Arisaema ishizuchiense Murata var. brevicollum H.Ohashi et J.Murata (1980)と、ハリノキテンナンショウは、カミコウチテンナンショウから分離した Arisaema ishizuchiense Murata subsp. brevicollum (H.Ohashi et J.Murata) Seriz. var. alpicola Seriz. (1986) であった。カミコウチテンナンショウとハリノキテンナンショウは、分子系統解析の結果によりユモトマムシグサに近縁であることが解明され、ユモトマムシグサの亜種に組み替えられた。
また、本種は、芹沢俊介 (1981) によって、カミコウチテンナンショウとともにユモトマムシグサの変種 Arisaema nikoense Nakai var. ishizuchiense (Murata) M.Hotta ex Seriz. (1981)として整理されたこともあった。芹沢 (1981) は、イシヅチテンナンショウについて、「この種類も原記載の際，村田 (1956) によって指摘されたようにユモトマムシグサによく似たものであり，オオミネテンナンショウやカミコウチテンナンショウの存在を考えあわせればそれから別種として区別されるほど異なるものではなく，むしろその地理的変種として扱われるべきものであろう」とした経緯がある。

## ギャラリー

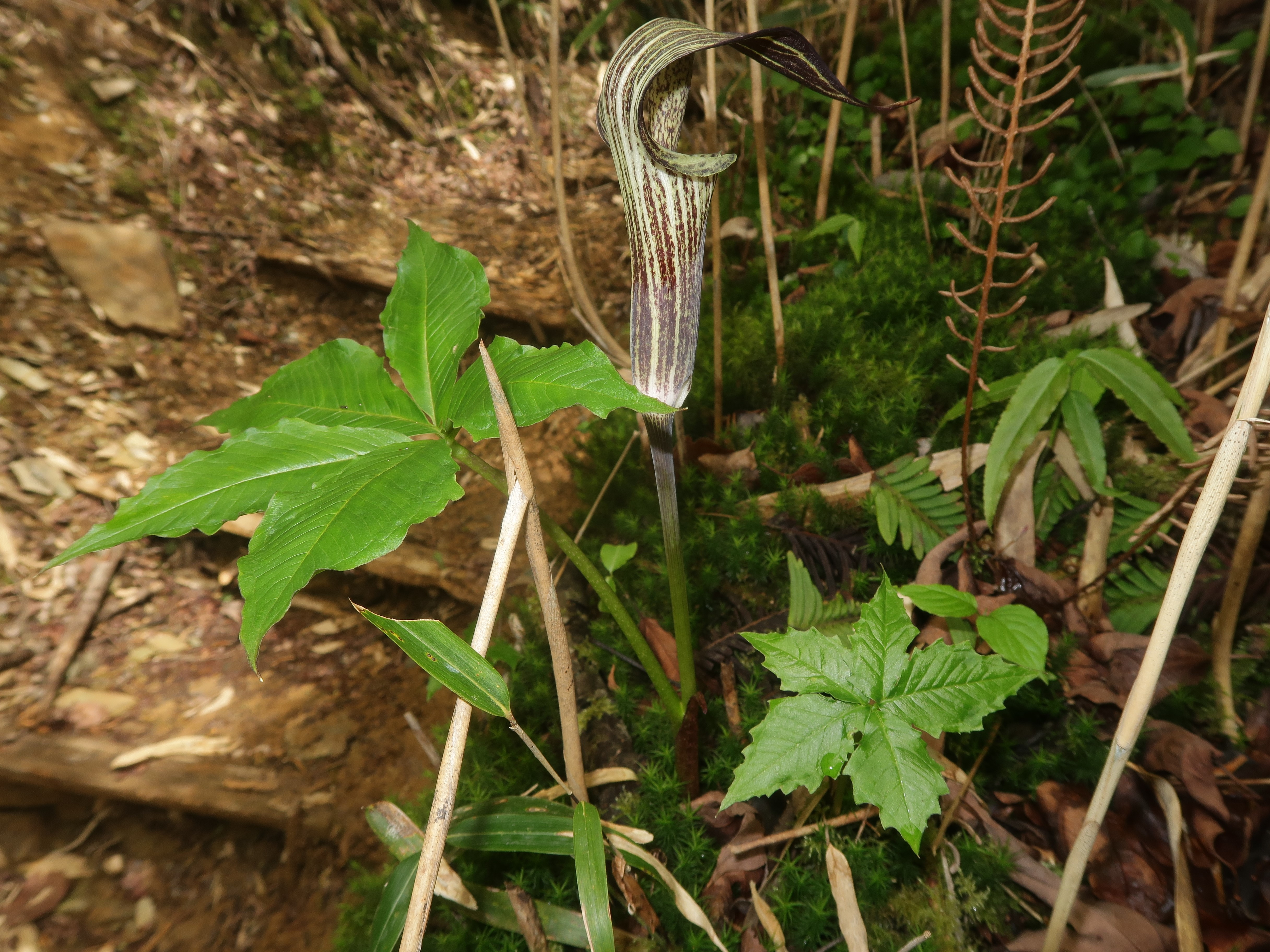
石鎚山系のササの多い斜面に生育する。
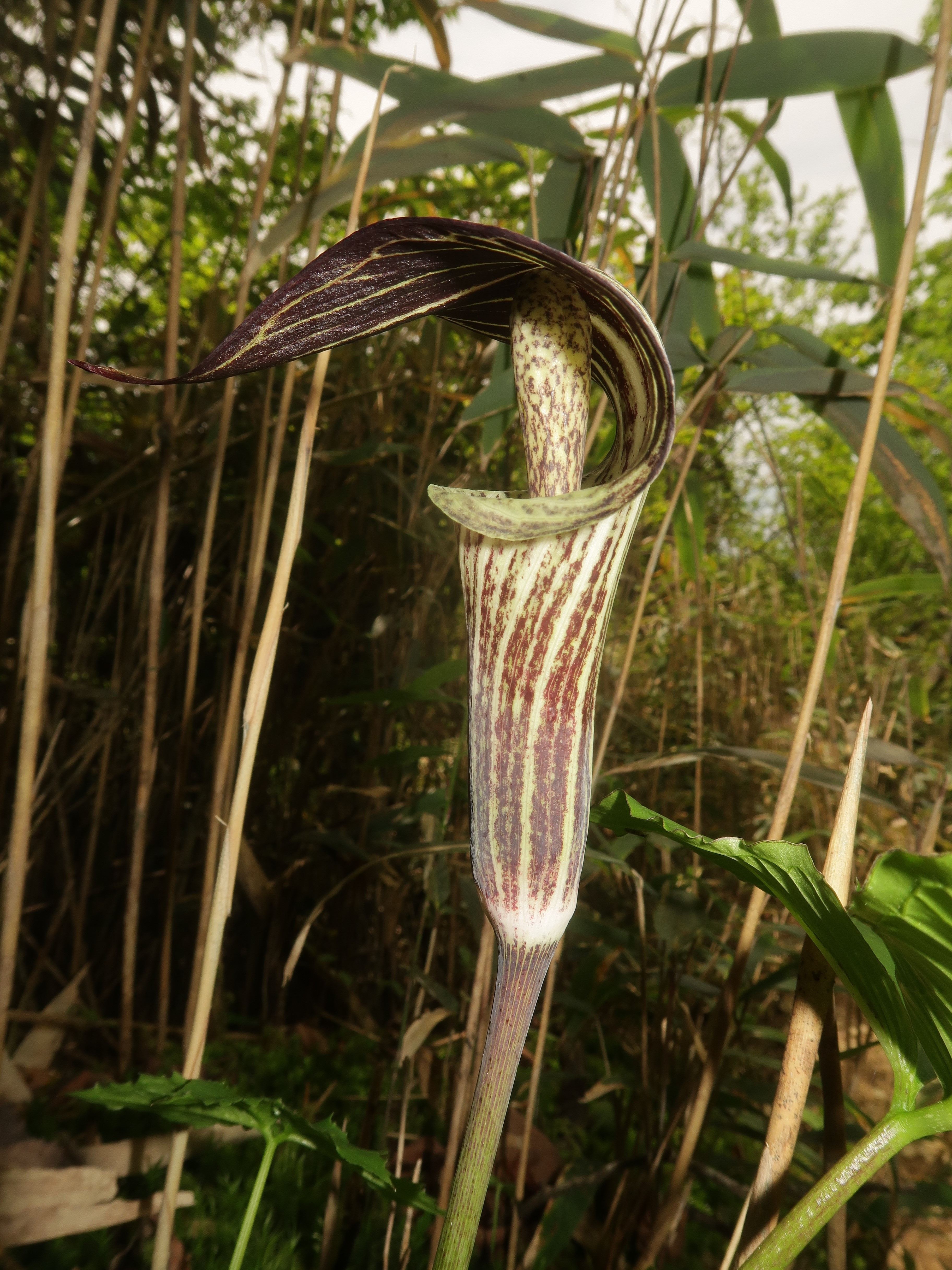
仏炎苞はやや大型で、紫褐色または緑紫色で筒部に白色の縦の条線がある。仏炎苞筒部は円筒形で上側に向かって開き、仏炎苞口辺部がやや開出する。
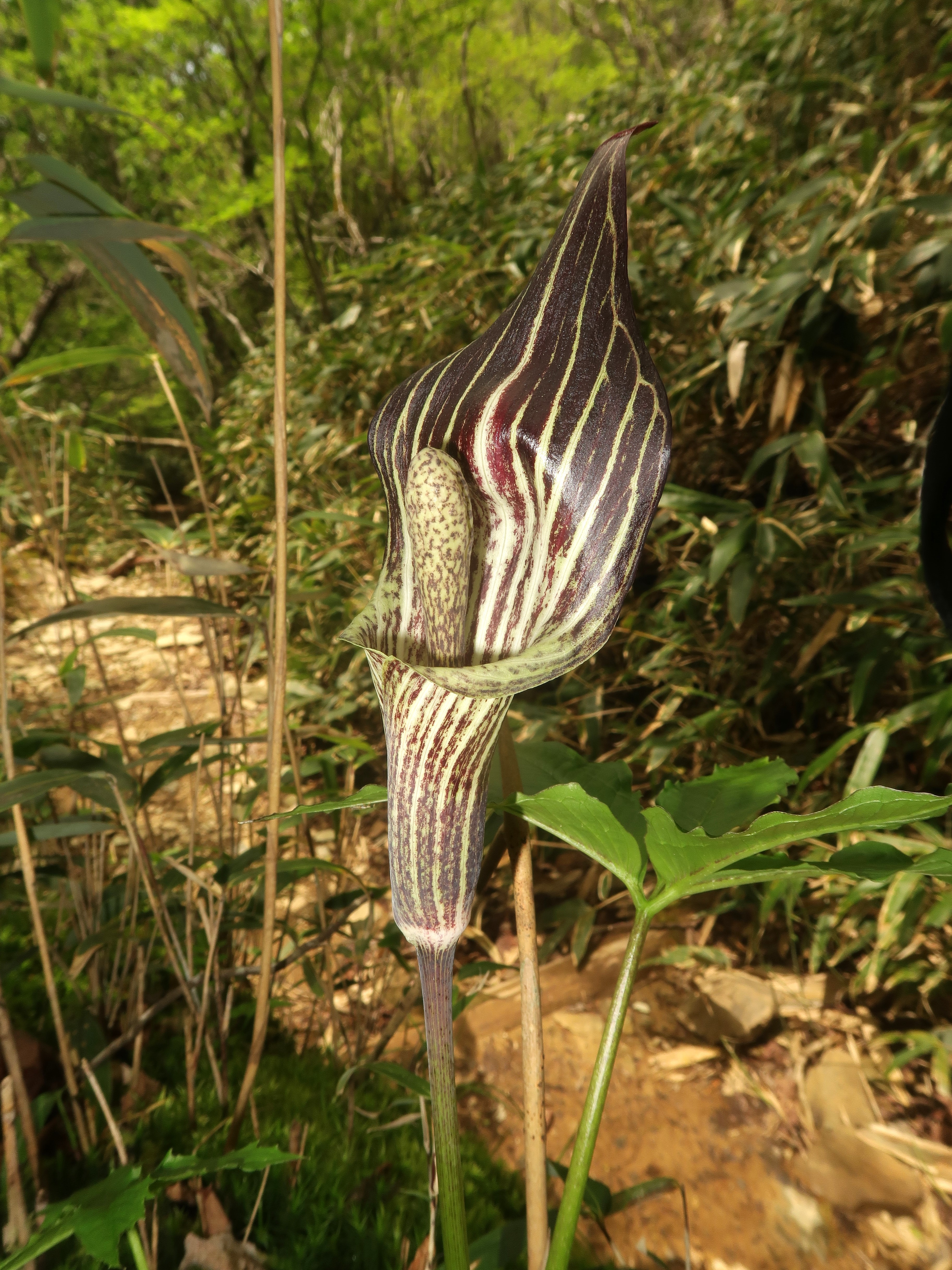
仏炎苞舷部は卵形から広卵状三角形で、先が鋭くとがる。舷部を立たせて撮影。
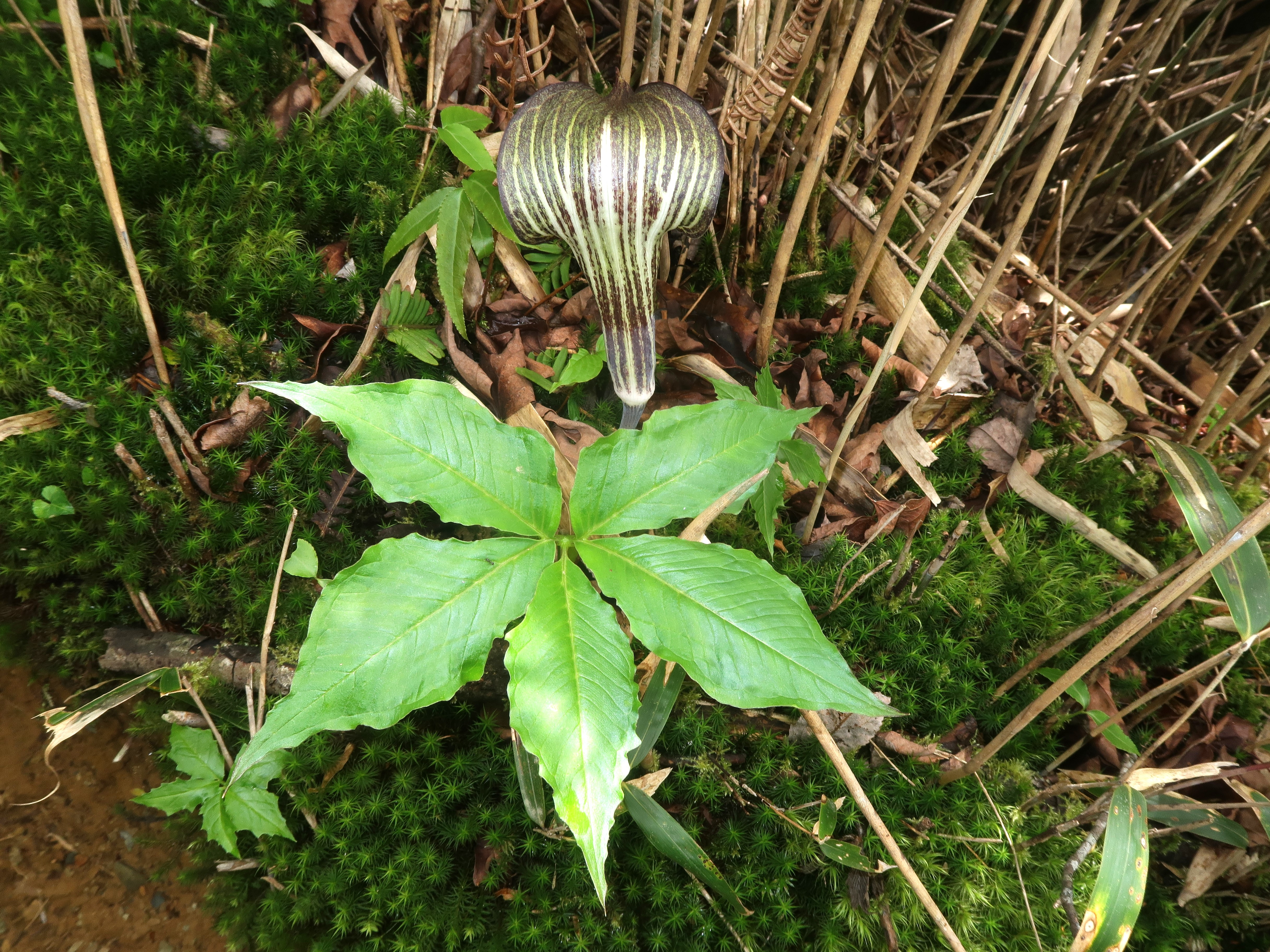
葉はふつう1個あり、葉身は鳥足状に分裂して展開し、小葉間の葉軸はほとんど発達しない。小葉は5個になり、狭楕円形から披針形で、先端は急にとがり、ふつう縁は不ぞろいの波状鋸歯になる。
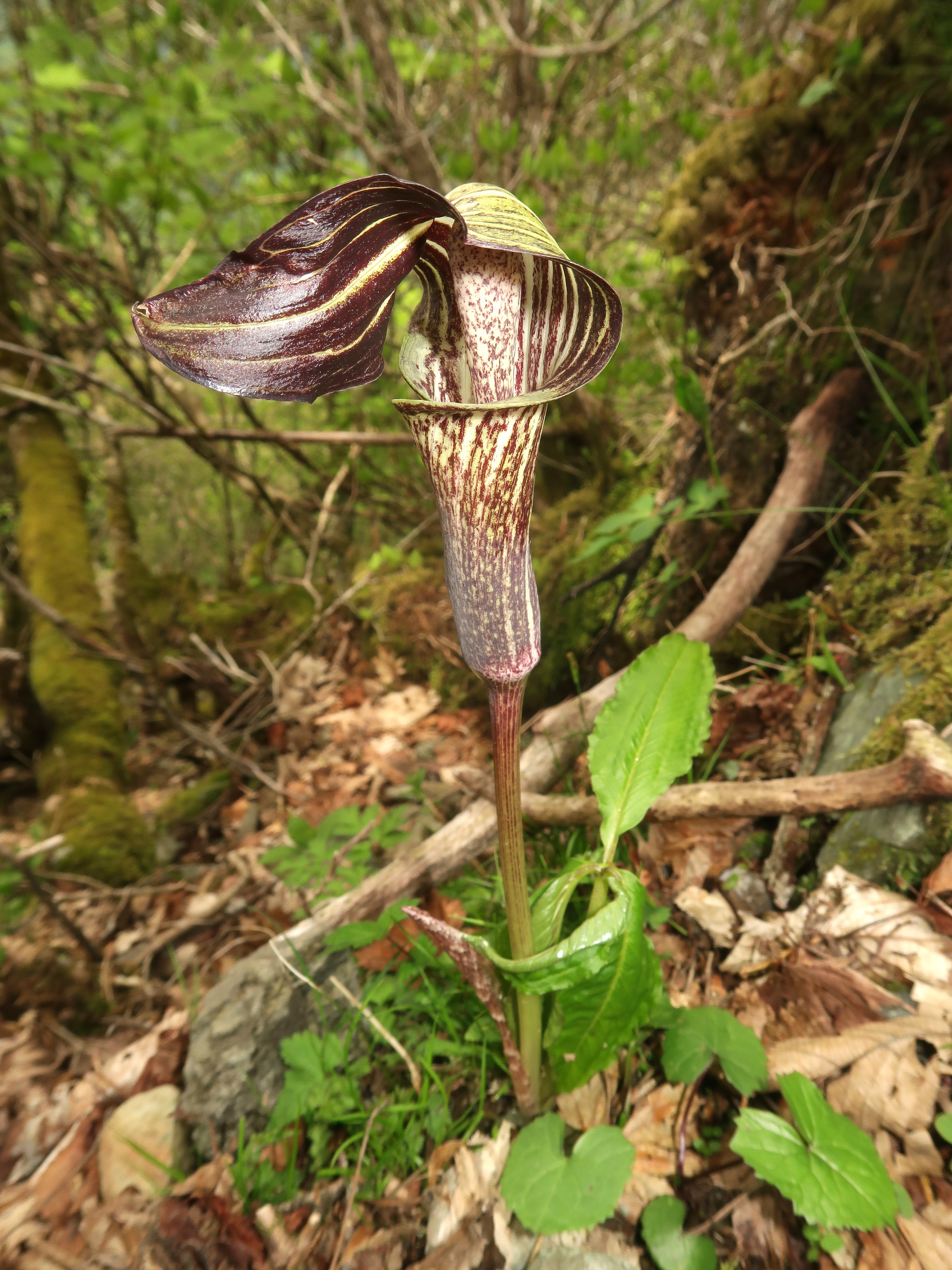
葉より花序が先に展開する。
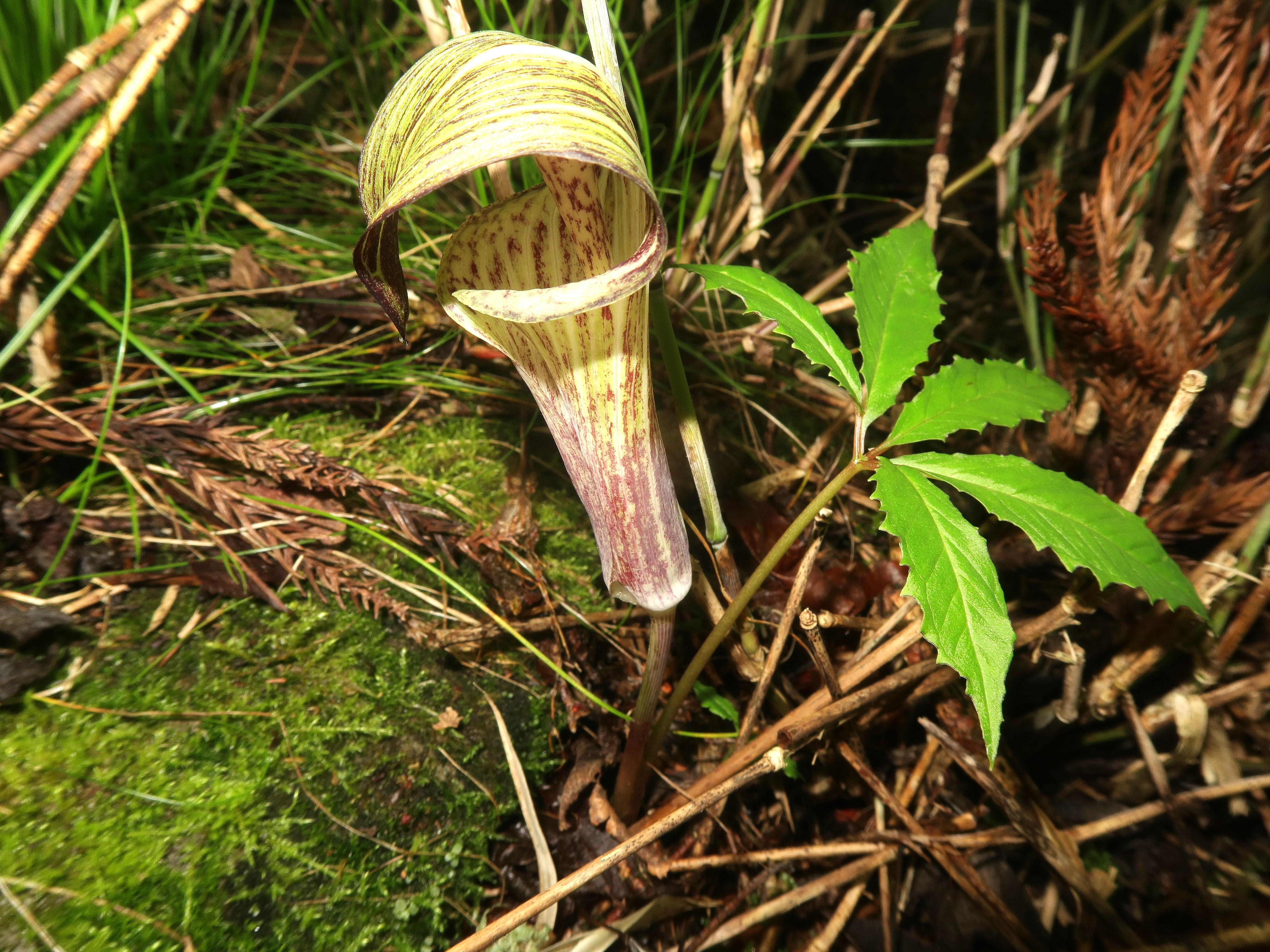
高さ15cmほどの小さな個体。雄株。